# 그래도 사랑해
《그래도 사랑해》는 2001년 1월 6일부터 2001년 7월 15일까지 방영된 SBS 주말극장이다.

## 줄거리
다양한 사람들이 사는 모습을 통해 우리가 진정 살아가야 하는 방식은 어떻게 해야 하는지를 반추해보는 드라마이다.

## 등장 인물

### 주인공
- 명세빈 : 오순미 역 - 이 드라마는 주인공.
- 박상원 : 박기현 역 - 순미의 연인
- 황인성 : 오수재 역 - 순미의 오빠
- 홍리나 : 이경화 역
- 이진우 : 정국영 역

### 순미 주변 인물
- 반효정 : 순미 모 역 - 순미의 모친
- 김재인 : 오혜미 역 - 순미의 여동생
- 이영하 : 순미 삼촌 역 - 순미의 외삼촌

### 기현 주변 인물
- 이순재 : 박 회장 역 - 박기현의 부친
- 박원숙 : 김 여사 역 - 박기현의 모친
- 오미희 : 박기정 역 - 기현의 누나
- 송기윤 : 이차선 역 - 기정의 남편
- 홍일권 : 박기철 역 - 기현의 동생
- 이상아 : 최영혜 역 - 기철의 처

### 그 외 인물
- 이항나 : 병호 엄마 역
- 기태영 : 김동준 역 - 혜미의 남자친구
- 한상진 : 장비서 역
- 황덕재
- 김인문 : 순미 부 역
- 손종범 : 차남수 역
- 곽진영 : 유영선 역
- 정유석 : 민지훈 역
- 김수련
- 백승욱
- 주효만
- 한춘일
- 김석옥
- 조향이
- 한진주
- 김명규
- 서영애
- 현숙희
- 정영금
- 이승찬
- 박통일
- 변신호

## OST
《그래도 사랑해 OST》는 대한민국의 드라마 OST 음반으로서 2001년 4월 30일에 발매했다. 이정훈, 박인영, 자민이 참여했으며, 많은 관심을 쏠리고 있다.
1. LOVE (Main title)
2. Marry Me - 이정훈
3. 바램 - 박인영
4. Tell Me Why - 이정훈
5. Tell Me Why - 이정훈, 자민
6. Believe (Orchestra Ver.)
7. Marry Me (Guitar Version)
8. Tell Me why (Violin Version)
9. 바램 (Piano Solo)
10. 바램 (Violin Version)
11. LOVE (Guitar Version)
12. Marry Me (Violin Version)
13. Tell Me Why (Piano Solo)
14. LOVE (Piano Solo)

## 참고 사항
- 캐스팅 난항으로 SBS는 높은 시청률에 힘입어 20편 늘린 70회로 끝낼 계획이었던 전작 <덕이>를 4편 늘린 74회로 종영시켰다.[1]
- 오순미 역의 명세빈은 해당 드라마 캐스팅으로 KBS 2TV <명성황후> 캐스팅 제의를 고사했다.[2]
- 이경화 역의 홍리나는 해당 드라마 캐스팅으로 KBS 1TV <태조 왕건> 캐스팅 제의를 거절했다.
- 배용준이 남자 주인공으로 낙점되었으나 MBC 미니시리즈 <호텔리어> 캐스팅으로 고사했다.[3][4]
- 콩쥐팥쥐식 구도, 부잣집과 가난한 집의 대립, 신데렐라식 사랑 등의 내용[5] 때문에 비판을 받았다.